# 岐阜県道203号岐阜小倉公園自転車道線
岐阜県道203号岐阜小倉公園自転車道線（ぎふけんどう203ごう ぎふおぐらこうえんじてんしゃどうせん）とは、岐阜県岐阜市と同県美濃市を結ぶ自転車道（岐阜県道）である。
長良川清流自転車道ともいう。

## 概要
長良川の左岸の堤防を走る自転車道である。ほとんどの区間は整備中である。
岐阜市芥見大退から関市小屋名までは、長良川の支流（今川）沿いである。

### 路線データ
- 起点：岐阜県岐阜市材木町（国道256号交点　岐阜公園）
- 終点：岐阜県美濃市曽代（国道156号、岐阜県道81号美濃洞戸線交点　小倉公園）
- 計画総延長：約23.1km
- 幅員：3m

### 完成区間
2007年3月現在
- 岐阜市日野北（千鳥橋） - 岐阜市芥見町屋（藍川橋）
  - 長良川リバーサイド道路
- 岐阜市芥見大退（リバーサイド大橋） - 関市小屋名（千疋大橋）
- 美濃市志摩 - 美濃市生櫛

### 未完成区間
2007年3月現在
- 岐阜市材木町（岐阜公園） - 岐阜市日野北（千鳥橋）
  - 岐阜県道287号上白金真砂線に平行、または隣接する予定。
- 岐阜市芥見町屋（藍川橋） - 岐阜市芥見大退（リバーサイド大橋）
  - 岐阜県道287号上白金真砂線に平行、または隣接する予定。
- 関市小屋名（千疋大橋） - 美濃市志摩
  - 新規建設区間（予定）
- 美濃市生櫛 - 美濃市曽代（小倉公園）
  - 長良川堤防整備（予定）

## 通過する自治体
- 岐阜県
  - 岐阜市
  - 関市
  - 美濃市

## 主な接続道路
- 国道256号（岐阜市） - 未開通区間
- 岐阜県道287号上白金真砂線（岐阜市）
- 長良川リバーサイド道路（岐阜市）
- 岐阜県道93号川島三輪線（岐阜市）
- 岐阜県道201号溝口下白金線（関市）
- 岐阜県道79号関本巣線（関市）
- 国道418号（関市） - 未開通区間
- 岐阜県道290号上野関線（関市） - 未開通区間
- 岐阜県道94号岐阜美濃線（美濃市）
- 国道156号（美濃市） - 未開通区間
- 岐阜県道81号美濃洞戸線（美濃市） - 未開通区間

## 周辺
- 金華山
- 岐阜城
- 岐阜公園
- 長良川鵜飼（鵜飼い）
- 小瀬鵜飼（鵜飼い）
- 小倉公園
- 美濃橋
- 小倉山城

## 別名
- 長良川清流自転車道（岐阜市、関市、美濃市）